# Saint John (Antigua e Barbuda)
Saint John è una parrocchia di Antigua e Barbuda che si trova nella parte settentrionale dell'isola di Antigua.